# كورنيليس ويبر
كورنيليس ويبر (بالهولندية: Cornelis Weber)‏ هو مبارز بالسيف هولندي، ولد في 7 ديسمبر 1899 في باندا آتشيه في إندونيسيا، وتوفي في 28 مايو 1995 في هيمستيده في هولندا.

## وصلات خارجية
- كورنيليس ويبر على موقع أوليمبيديا (الإنجليزية)